# Armigeres fimbriatus
Armigeres fimbriatus är en tvåvingeart som beskrevs av Edwards 1930. Armigeres fimbriatus ingår i släktet Armigeres och familjen stickmyggor. Inga underarter finns listade i Catalogue of Life.